# ヨゼフ・フランチシェク
ヨゼフ・フランチシェク（Josef František、1914年10月7日 - 1940年10月8日）はチェコスロバキアの軍人。チェコ人の戦闘機パイロットで、第二次世界大戦におけるポーランド空軍のエース・パイロットである。最終階級は軍曹。

## 経歴
フランチシェクは1936年にチェコスロバキア空軍に入隊し、1938年には戦闘機パイロットとなってプラハの第40戦闘機中隊に所属した。1939年3月15日にナチス・ドイツによってチェコスロバキアが占領されると、フランチシェクは他の多くのチェコスロバキア空軍兵と同じようにしてポーランドへと脱出した。多くはそのままフランスへ行ったが、フランチシェクはドイツと戦うためにポーランド空軍に入隊した。
1939年、ナチス・ドイツによるポーランド侵攻の間にフランチシェクは武装していないRWD-8練習機で偵察の任務に就いた。実際に搭乗したのはRWD-8練習機でなく戦闘機だったという話もある。9月19日から9月20日には敵の縦隊に空から手榴弾を投げ落とすことすらした。しかしこれは誤伝かもしれない。いくつかの史料によると、フランチシェクはナチス・ドイツによるポーランド侵攻作戦時にドイツ機3機を撃墜したことになっている。9月20日にフランチシェクは撃墜されたが、砲火の中、近くに着陸したポーランド人隊員によって救出された。9月22日、フランチシェクらは自らの部隊に残るすべての航空機とともに当時中立国であったルーマニアへ撤退することを命じられた。殆どのポーランド空軍兵と同じく、彼はルーマニアの拘留キャンプを脱出して1939年10月にはフランスに辿り着いた。
フランチシェクはフランスでチェコスロバキア空軍に加わらず、仲間のポーランド人と行動を共にすることを決めた。反抗的態度を理由として逮捕しようとしたあるチェコ人将官との確執のためとされる。フランチシェクがフランスでの空戦に参加して敵機を撃墜したかどうかは明らかではない。フランスの公式書類で確認されているわけではないが、複数の証言によるとフランチシェクは別名を使ってフランス軍に入隊して11機のドイツ機を撃墜したようである。
フランスが降伏すると、フランチシェクはイギリスに渡り、ノーソルト(Northolt)を本拠としホーカー ハリケーン戦闘機を擁するポーランド人部隊の第303戦闘機中隊（第303コシチュシコ飛行隊）に配属された。この部隊はバトル・オブ・ブリテンの後半の作戦に参加した。フランチシェク軍曹の最初の撃墜記録は、1940年9月2日で相手はドイツのメッサーシュミット Bf 109E戦闘機となっている。この月フランチシェクは17機のドイツ機を撃墜しその他1機を不確実ながら撃墜して、バトル・オブ・ブリテンの連合国側におけるエース・パイロットとなった。敵機の数が優勢な空中戦も少なくなかった。彼の最後の撃墜記録は1940年9月30日となっている。
1940年10月8日、パトロール中であったフランチシェクのホーカー ハリケーン戦闘機がサリーのイーウェル(Ewell)で墜落した。墜落の理由は明らかでない。一説には、そのときフランチシェクはガールフレンドにいいところを見せようとアクロバット飛行をしていたという。また、戦闘による過労が原因の可能性もある。遺体はポーランド軍人の墓地に埋葬された。フランチシェクにはヴィルトゥティ・ミリターリ(Virtuti Militari)第5級勲章など、ポーランドやイギリスから複数の勲章が授与された。